# Glenognatha maelfaiti
Glenognatha maelfaiti là một loài nhện trong họ Tetragnathidae.
Loài này thuộc chi Glenognatha. Glenognatha maelfaiti được miêu tả năm 1987 bởi Baert.